# Шнейдер, Михаил Александрович
Михаи́л Алекса́ндрович Шне́йдер (26 июля 1957, Москва, СССР — 24 сентября 2020, Иерусалим, Израиль) — израильский востоковед, учёный в области иудаики, автор многих статей и книг по научному исследованию каббалы и еврейской мистики. Перевёл на русский с иврита в числе прочего молитвенники для будней и праздников, а с арабского — главный памятник средневековой еврейской философии «Путеводитель растерянных», владел ещё несколькими древними и современными языками. Жил в Израиле с 1979 года.

## Биография

### В советское время
Михаил Шнейдер родился в 1957 году в Москве в еврейской семье. Родители — врач Евгения Шнейдер (Дехтярь) и историк-пушкинист Александр Шнейдер.

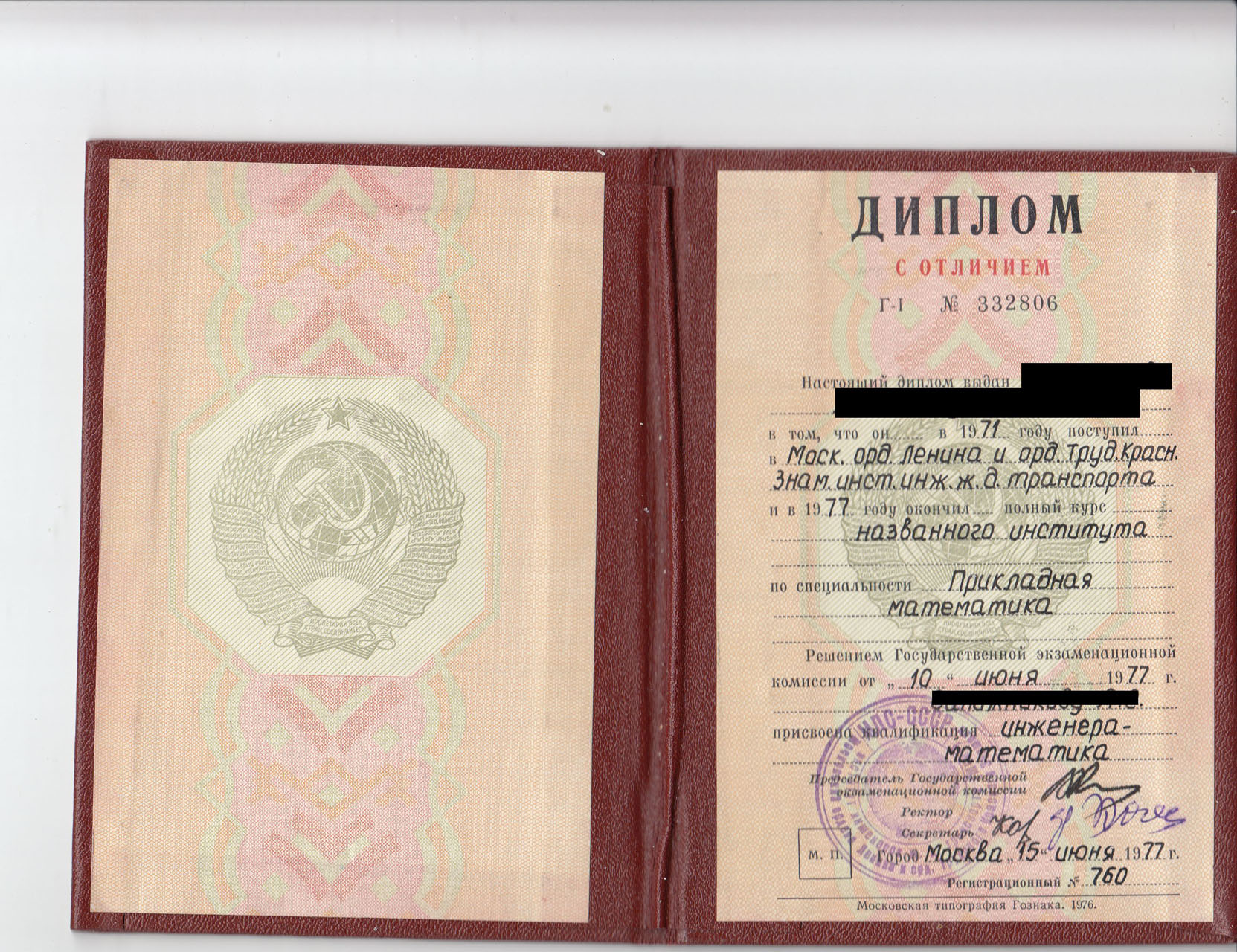

Уже в школьные годы проявлял выдающиеся способности, дважды перепрыгивал через класс. Не имея возможности поступить на Механико-математический факультет МГУ (в силу сложившейся там обстановки), поступил в Институт инженеров транспорта, который и окончил в 1977 по специальности «прикладная математика» с присвоением квалификации «инженер-математик».
В том же 1977 году женился на Лее (Лене) Фурман, брак продлился до самой смерти Михаила.

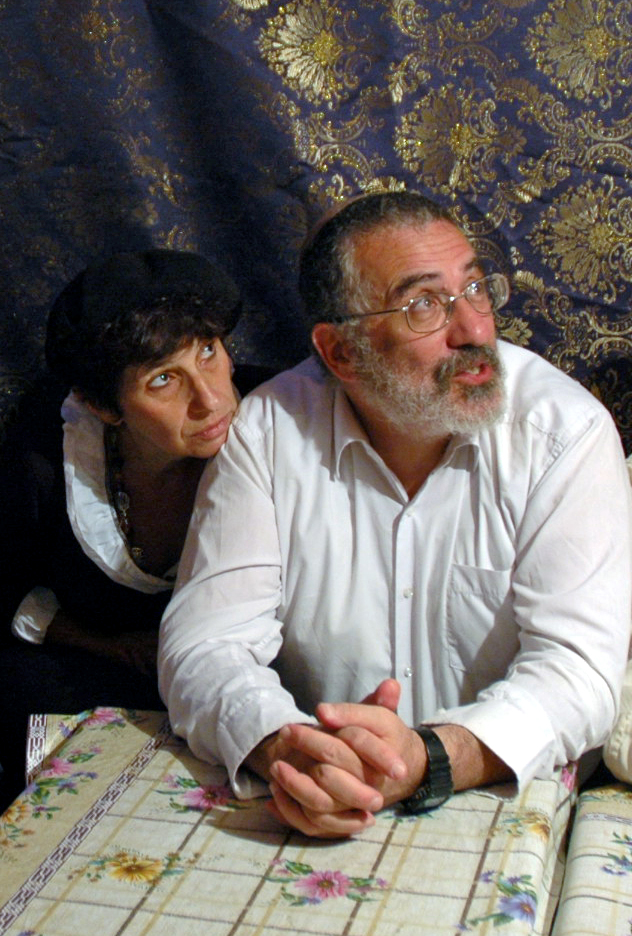
Михаил и Лена Шнейдер в Бухаре

Уже в студенческие годы стал ортодоксальным евреем, вскоре написал с соавтором первое оригинальное сочинение по иудаизму. В начинавшемся еврейском движении возвращения к корням играл важную роль, преподавая иудаизм подпольно.
Пытался работать по распределению, но чтение еврейской книги в обеденный перерыв завершилось насильственной конфискацией, переросшей в драку с начальником и разбитием очков. Предложение властей пройти подготовку и занять должность главного раввина Москвы с перпективой стать главным раввином всей страны отверг, работал сторожем.

### В Израиле

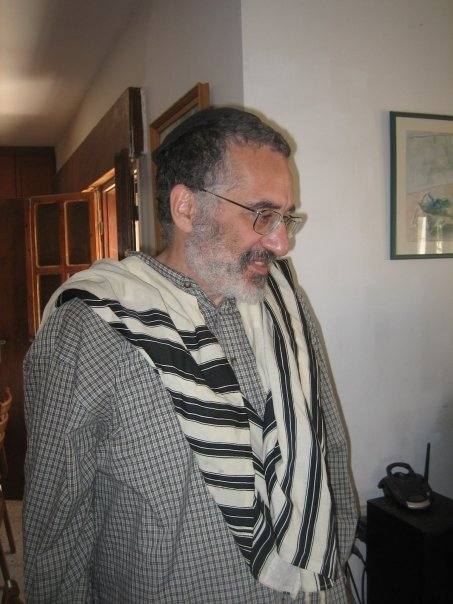
Михаил Шнейдер на одном из семейных торжеств

В 1979 году вместе с женой Леной и дочерью Эстер репатриировался в Израиль. Вначале жил в хасидском районе в Иерусалиме, учился в нескольких иешивах, затем преподавал в организации «Шамир», инициировал создание колель для русскоязычных репатриантов. Участвовал в издании нескольких книг, в частности, в переводе молитвенника («Сидур»), молитвенника на праздники («Махзор»), «Пятикнижия» и «Тания». Был главным редактором недолго просуществовавшего академического журнала «Таргум».
Обучался в Еврейском университете в Иерусалиме, занимался еврейской философией у профессора Шалома Розенберга, исследовал сочинения рабби Элиягу бен Элиезера с острова Крит. В течение двенадцати лет занимался необычайно тщательным переводом с арабского на русский первого тома классического труда Маймонида «Путеводитель растерянных» с собственным комментарием. Рецензенты высоко оценили как сам перевод, имеющий важнейшее значение для русскоязычной иудаики, так и сопровождающие его статьи Шнейдера:

Настоящим событием в русскоязычной иудаике стало издание в 2000 году научного перевода на русский язык первой части «Море невухим» с комментариями («Путеводителя растерянных»). Перевод был осуществлён М.Шнейдером, уже известным по переводам отдельных фрагментов из книги «Мишне Тора» («Законы о тшуве», 1985). <…> Необходимо также отметить ценность критических статей переводчика, посвящённых различным аспектам философии Маймонида.
Перевод Шнейдера — не просто перевод, а текст, снабженный большим количеством библиографического материала, ссылок и несколькими оригинальными статьями. Статьи эти, оформленные должным образом, могли бы занять значимое место в мировой рамбамистике, о чём я ему и говорил. Но Шнейдера не волновали карьерные соображения…Я надеюсь, что когда-нибудь перевод и комментарий Шнейдера к «Море Невухим» будет издан и на других языках. Ведь, несмотря на фантастическую ценность работы Шнейдера, сегодня она доступна только узкому кругу избранных.

Впоследствии интересы Михаила Шнейдера сместились к каббале, которую изучал под руководством профессора Моше Иделя. Шнейдер нашёл новые свидетельства о личности Захарии Скара и связи между «ересью жидовствующих» в Новгороде и каббалой византийского толка. Получил докторскую степень в 2007 году за работу по изучению мистических представлений евреев от эпохи Второго Храма и вплоть до Средних Веков, диссертация дала научный вклад, по словам руководителя, примерно как четыре другие, особенный интерес представила глубоко аргументированная теория о мистических представлениях священников в Иерусалимском Храме. Вёл ряд курсов в Еврейском университете. Затем написал ещё две книги по научному исследованию мистики и много статей, как по каббале  и хасидизму, так и по философии Маймонида. Самостоятельные исследования Шнейдера по каббале получили высокую оценку главного специалиста в данной области профессора Моше Иделя:

ивр. על יסודות אקסטטיים ביהדות הבית השני ראו את המחקר המקיף והמעמיק של מ' שניידר, מראה כהן, תיאופניה, אפותיאוזה ותיאולוגיה בינארית: בין ההגות הכהנית בתקופת הבית השני לבין המיסטיקה היהודית הקדומה, לוס אנג'לס תשע"ב, עמ' 46 ,201-284 .המחקר של שניידר עדיין לא הובא לידיעת רוב רובם של חוקרי ספרות ההיכלות כותבי האנגלית‎ (Об экстатической компоненте в иудаизме эпохи Второго Храма см. глубокое и всеобъемлющее исследование Михаила Шнейдера «Появление коэна: теофания, апофеоз и бинарная теология — между коэнской мыслью эпохи Второго Храма и древней еврейской мистикой». Исследование Шнейдера ещё недостаточно распространилось среди большинства исследователей литературы о храмах, пишущих по-английски).

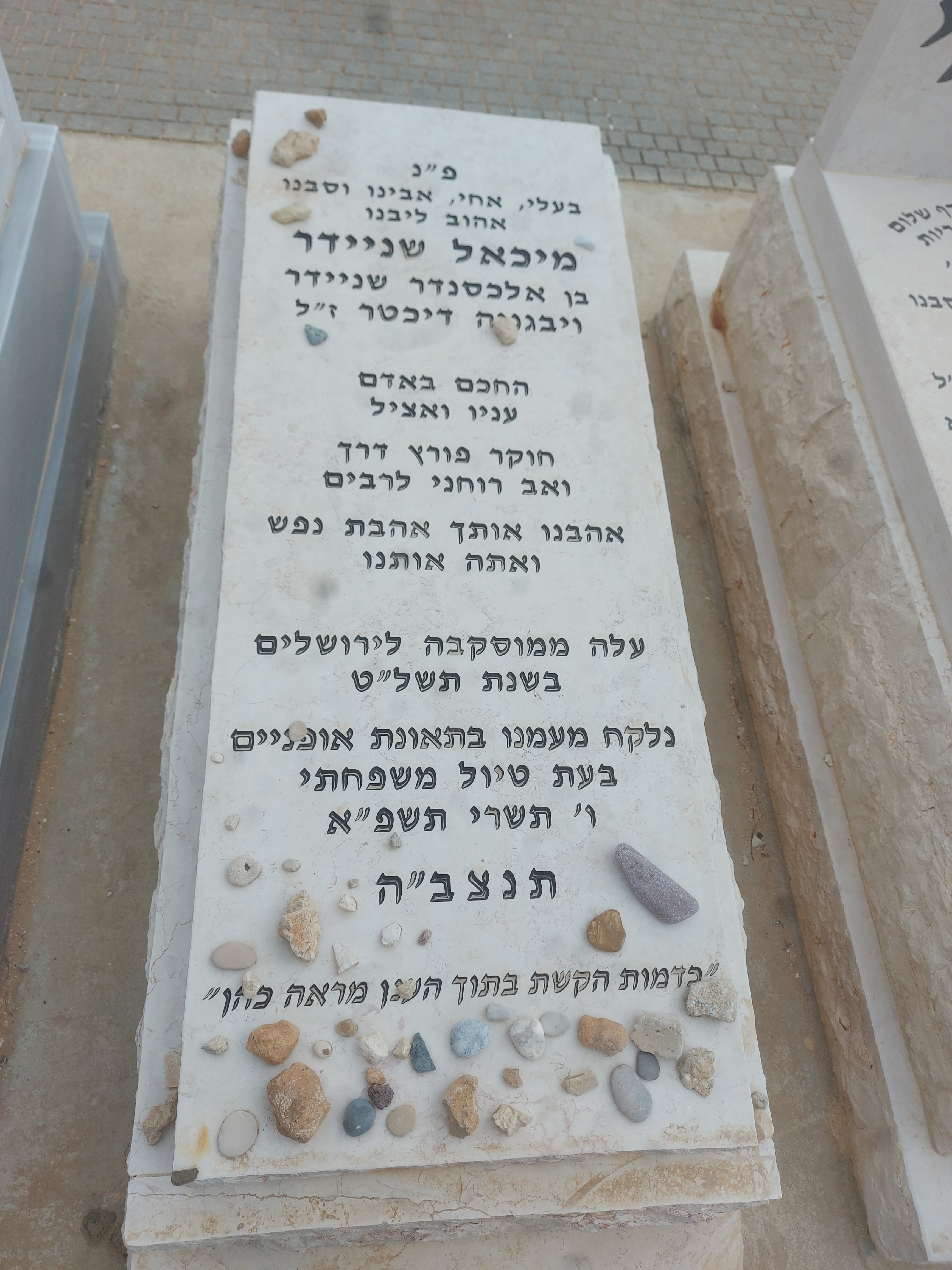
Надгробие Шнейдера в Мишор-Адумим

Последние годы в должности старшего преподавателя (ивр. מרצה בכיר‎), а незадолго до смерти и профессора, вёл ряд курсов в Бар-Иланском Университете и в ряде других учебных заведений, написал две книги и значительное количество статей, читал в оригинале на многих языках, помимо современных европейских: на древнегреческом, среднеперсидском, фарси, средневековом еврейско-арабском, армянском; среди коллег постепенно приобрел репутацию гения, обладающим глубочайшими и широчайшими знаниями. Шнейдер — автор ряда статей по каббале для Новой философской энциклопедии. Преподавал желающим и на дому, в Маале-Адумим (преимущественно членам общины Маханаим).
Состоял в браке с 1977 года, отец шестерых взрослых детей, будучи уже не в первой молодости проходил четырёхмесячный курс армейской подготовки в инженерных войсках Армии обороны Израиля.
Погиб в результате несчастного случая в сентябре 2020 года.

## Из истории семьи

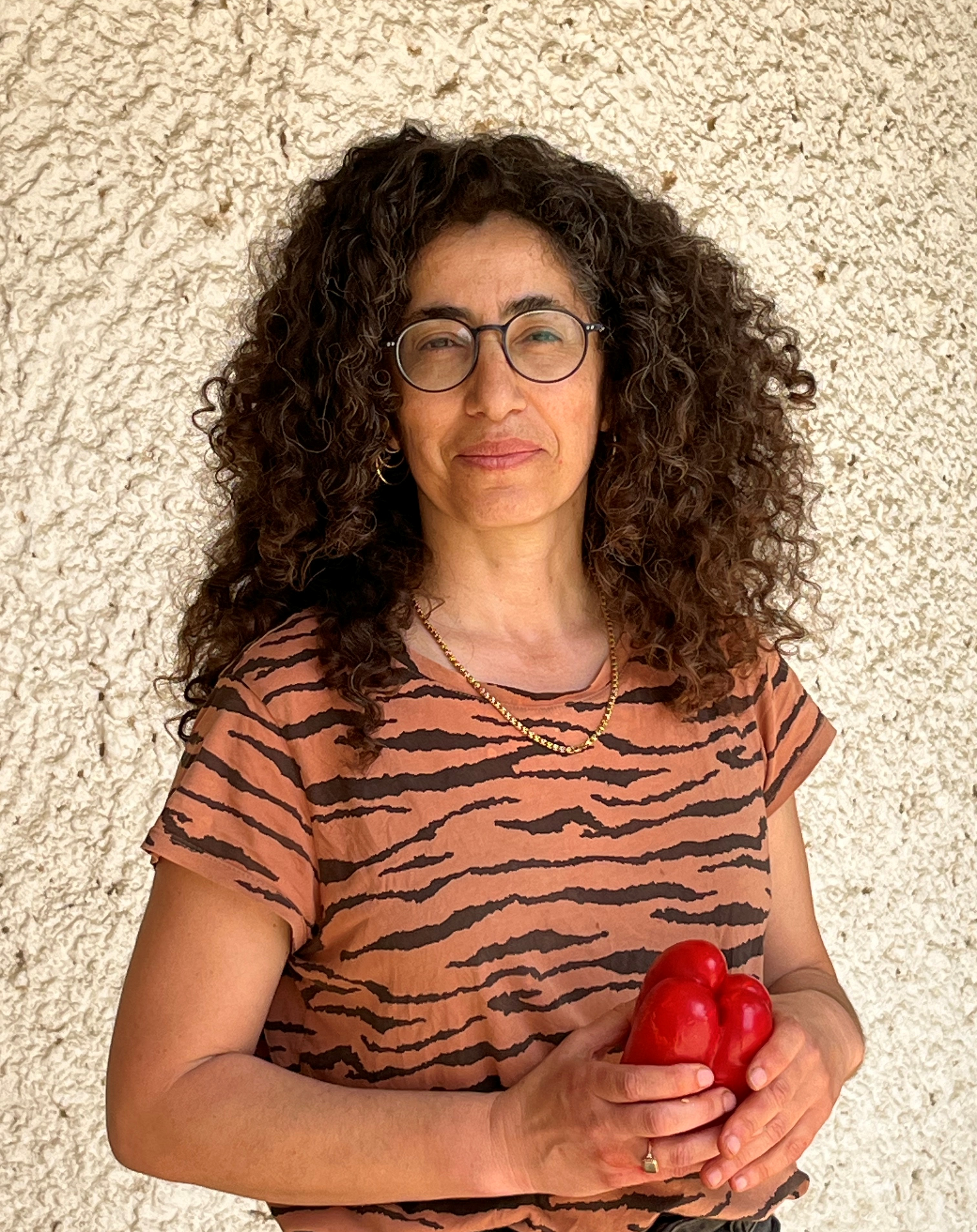
Эстер Шнейдер

- Эстер Шнейдер Эстер Шнейдер  (род. 1978) — дочь Михаила Шнейдера. Израильская художница, работающая в области живописи и инсталляции, включая еврейский мистицизм и русский модернизм[43][44].
- Александр Яковлевич Дехтярь — двоюродный дед Михаила Шнейдера. Был обвинён в «националистической деятельности, поддержке нелегальной синагоги, существовавшей в Сталинске, клевете на национальную политику СССР и вредительстве». Расстрелян в 1952 году. Упоминается в письме министра государственной безопасности СССР С. Д. Игнатьева Сталину вместе с подельниками (все они были евреи)[45][46] по Делу Кузнецкого металлургического комбината.
- Владилен Леонидович Фурман — дядя Лены Шнейдер. Расстрелян в 1952 году в возрасте двадцати лет как лидер «Союзa борьбы за дело революции» и «участник группы еврейских националистов»[47]. Остальные члены семьи также были репрессированы[4][48].